# Hans Hilbk
Hans Hilbk (* 14. April 1925 in Hamm; † 21. August 2013 in Gütersloh) war ein deutscher Schulleiter und Autor orts- und regionalgeschichtlicher Werke. Er war Träger der Verdienstmedaille der Stadt Gütersloh.

## Leben
Hilbk wuchs als Sohn eines Oberlokomotivführers in Hamm auf. Im Zweiten Weltkrieg wurde er 1943 als 18-Jähriger in die Marine einberufen und geriet als Fähnrich zur See in Kriegsgefangenschaft.
Nach dem Krieg studierte er mit dem Berufswunsch „Lehrer“ Geschichte und Germanistik an der Westfälischen Wilhelms-Universität Münster. 1954 wurde er Studienrat am Evangelisch Stiftischen Gymnasium (ESG) in Gütersloh. 1959 promovierte Hilbk mit einer Arbeit über „das Problem der Erziehung im Spätwerk Hermann Hesses“ zum Dr. phil. 1964 übernahm Hilbk die Leitung der Friedrich-von-Bodelschwing-Schule in Bielefeld-Bethel. 1972 wechselte er zurück nach Gütersloh ans ESG, das er als Direktor bis zu seiner Pensionierung 1987 leitete.
Einen Namen über seine berufliche Tätigkeit hinaus machte sich Hilbk als Historiker bei der Erforschung und Aufarbeitung der Gütersloher Stadtgeschichte. Die Ergebnisse seiner lokal- und regionalgeschichtlichen Recherchen veröffentlichte er zwischen 1988 und 1996 in fünf Bänden, welche die Geschichte Güterslohs ab 1815 beleuchten. Zudem wurden weitere Texte Hilbks zur Heimatforschung, aber auch zur Pädagogik und zur Kirchengeschichte veröffentlicht.
Hilbk engagierte sich ehrenamtlich im Volkening-Bildungswerk, in der Bertelsmann-Stiftung und als Vorsitzender der Ortsgruppe Gütersloh des Volksbundes Deutsche Kriegsgräberfürsorge.
Für seine Verdienste „um das Wohl und Ansehen Güterslohs“ und in Würdigung seiner Arbeit „im pädagogischen, wissenschaftlichen und sozialen Bereich“ erhielt Hilbk 1995 die Verdienstmedaille der Stadt Gütersloh. Bereits 1994 hatte ihn der Heimatverein Gütersloh als Träger des Stadtmuseums für seine Verdienste um die Erforschung der Stadtgeschichte mit der Eickhoffmedaille geehrt.
Hilbk war verheiratet und hatte eine Tochter.